# Tiesj Benoot
Tiesj Benoot (prononcé en néerlandais : [tiʃ.bəˈnot]), né le 11 mars 1994 à Gand, est un coureur cycliste belge, membre de l'équipe Visma-Lease a Bike. 
Professionnel depuis 2015, il a notamment remporté les Strade Bianche en 2018. Il compte également plusieurs podiums sur les classiques, ainsi qu'une deuxième place au classement général de Paris-Nice en 2020.

## Biographie

### Jeunesse et carrière amateur
Tiesj Benoot naît le 11 mars 1994 à Gand. Il doit son prénom à la chanteuse Tish Hinojosa (en), appréciée par ses parents. Durant son enfance, il pratique d'abord le football, au KVE Drongen puis à Destelbergen. Il évolue au poste de gardien de but et est repéré par le KAA La Gantoise, qui souhaite lui faire effectuer des tests. C'est cependant à cette époque, à onze ans, qu'il se tourne vers le cyclisme, passion qu'il partage avec son père. Il fait ses débuts dans l'équipe Morel en Zoon, à De Pinte, en catégorie minimes. Durant sa troisième année en catégorie aspirants, il rejoint le  Wielerploeg De Genste Wielersport, où court son ami Otto  Vergaerde. Il suit encore ce dernier lorsqu'il part au  Cyclingteam Menen en 2009. Il y obtient sa première victoire, durant sa deuxième année en catégorie débutants. Il effectue sa première année en junior à Menin, puis rejoint l'équipe Avia en deuxième année. Vainqueur d'étape au Tour d'Autriche juniors et au Keizer der Juniores, troisième du championnat de Belgique contre-la-montre de la catégorie, il est sélectionné en équipe de Belgique pour le championnat du monde, à Fauquemont, où il prend la douzième place de la course sur route junior.
Passant en catégorie espoir (moins de 23 ans) en 2013, Tiesj Benoot intègre l'équipe Lotto-Belisol U23, réserve de l'équipe professionnelle Lotto-Belisol. Durant cette saison, il est notamment vainqueur d'une étape du Tour de la communauté de Madrid et du classement général du Tour de Moselle, et se classe quatrième du Circuit des Ardennes et huitième du Liège-Bastogne-Liège espoirs.
En avril 2014, Benoot prend la deuxième place du Triptyque des Monts et Châteaux, la troisième du Tour des Flandres espoirs, la cinquième du Liège-Bastogne-Liège espoirs. Le mois suivant, il s'illustre sur la Ronde de l'Isard d'Ariège. Il effectue un travail important pour aider son coéquipier Louis Vervaeke à s'imposer au classement général, notamment durant la dernière étape, où il roule une centaine de kilomètres en tête du peloton pour empêcher les attaques de ses adversaires. Il prend en outre la troisième place du classement général,. Cinquième de la Flèche ardennaise, sixième du championnat d'Europe espoirs, il intègre l'équipe Lotto-Belisol en tant que stagiaire en août. Il débute avec elle au Tour du Danemark, dont il prend la dixième place. Il dispute ensuite le Tour de l'Avenir avec l'équipe de Belgique espoirs, à nouveau en tant qu'équipier de Louis Vervaeke,. Affaibli par une chute et malade, il ne parvient cependant pas au terme de la course. Leader de l'équipe belge au championnat du monde espoirs à Ponferrada, il en prend la quatrième place. Entretemps, il signe un contrat avec Lotto-Belisol, qui l'engage pour deux ans.

### Carrière professionnelle

#### Révélation chez Lotto-Soudal (2015-2019)
Tiesj Benoot fait des débuts remarqués parmi les professionnels, prenant notamment la cinquième place du Tour des Flandres pour sa première participation. Il s'est auparavant classé troisième de la Handzame Classic, quatrième du Samyn, sixième d'À travers les Flandres et du Ronde van Zeeland Seaports. En mai, après avoir pris la sixième place de la World Ports Classic, il termine deuxième de la dernière étape du Tour de Belgique, finissant par la même occasion deuxième du classement général final de l'épreuve. Durant l'été, il prend la huitième place de l'Eneco Tour, puis la sixième place de la Course des raisins, et la cinquième place du Grand Prix cycliste de Montréal. Benoot est sélectionné pour la course en ligne des championnats du monde de Richmond. Les chefs de file belges sont Tom Boonen, Philippe Gilbert et Greg Van Avermaet. Il termine 88e de ce championnat. En fin de saison, il est quatrième de Paris-Tours.
Tiesj Benoot commence sa saison 2016 en Espagne, au Challenge de Majorque, où il est quatrième du Trofeo Pollença et troisième du Trofeo Serra de Tramuntana. Il est ensuite meilleur jeune du Tour d'Algarve. Il aborde les classiques avec une troisième place au Circuit Het Nieuwsblad et une huitième place aux Strade Bianche. Fin mars, il est septième du Grand Prix E3 et quinzième de Gand-Wevelgem. Une chute lors du Tour des Flandres met cependant fin à ses ambitions pour les classiques suivantes. En juillet, il termine septième du Tour de Pologne, remporté par son coéquipier Tim Wellens. En septembre, il est septième de la Brussels Cycling Classic, dix-huitième du Grand Prix de Québec, treizième du Grand Prix de Montréal, sixième du Grand Prix de Wallonie. Sélectionné en équipe de Belgique pour le championnat d'Europe sur route, il en prend la 42e place. En fin d'année, le contrat qui le lie à Lotto-Soudal est prolongé jusqu'à 2019.
En mars 2018, il remporte sa première victoire professionnelle sur les Strade Bianche, dans des conditions climatiques particulièrement difficiles. Benoot s'impose après avoir attaqué depuis un groupe de poursuivants pour rejoindre les leaders Romain Bardet et Wout van Aert, avant de les lâcher dans le dernier secteur de chemin de terre.

#### Sunweb/DSM (2020-2021)
Transféré dans l'équipe Sunweb, Tiesj Benoot remporte une victoire à Apt sur Paris-Nice. Il termine à la deuxième place du classement général, derrière Maximilian Schachmann. Lors de cette première saison dans l'équipe allemande, il se classe notamment huitième de Liège-Bastogne-Liège et dixième du Tour des Flandres. Devant initialement participer à Gand-Wevelgem, il déclare forfait la veille de la course. Il est en effet cas contact d'une personne testée positive au SARS-CoV-2. La presse belge évoque Jan Bakelants comme étant ce contact.
Lors de la première partie de la saison 2021, il cumule les places d'honneur dans le top 30 sur les classiques belges, avec comme meilleurs résultats une septième place sur Liège-Bastogne-Liège et une douzième place sur le Tour des Flandres. Jouant placé sur les étapes de Paris-Nice, il prend la cinquième place finale. En juin, il se classe quinzième du Tour de Suisse, puis participe au Tour de France. Il abandonne la course lors de la onzième étape disputée sous la chaleur et marquée par la double ascension du Mont Ventoux. le 24 juillet, il est 58e de la course en ligne des Jeux olympiques, à Tokyo. En fin de saison, il termine huitième du Benelux Tour et neuvième du Grand Prix de Wallonie.

#### Jumbo-Visma/Visma-Lease a Bike (depuis 2022)
En 2022, il rejoint l'équipe néerlandaise Jumbo-Visma. Le 30 mars, lors de la course À travers les Flandres, il place une attaque à 1 700 m de l'arrivée mais il est rattrapé par Mathieu van der Poel. Les deux hommes se présentent avec une petite avance à l'arrivée où van der Poel s'impose facilement. Le 10 avril, il provoque la bonne échappée de l'Amstel Gold Race, à 34 km du terme, dans le Keutenberg et finit troisième de la classique néerlandaise. Il termine 36e du classement général du Tour de France, remplissant à la perfection son rôle d'équipier en vue de l'obtention du maillot jaune pour Jonas Vingegaard et du maillot vert pour Wout Van Aert. Le 30 juillet, il monte sur le podium (3e place) lors de la classique de Saint-Sébastien remportée par son compatriote Remco Evenepoel. Renversé par un automobiliste au début du mois d'août durant un entraînement en descente et inconscient durant plusieurs minutes, cette chute lui cause une fracture à une vertèbre cervicale et de multiples contusions, mettant fin à sa saison.
Le 26 février 2023, il remporte la course Kuurne-Bruxelles-Kuurne devant son équipier Nathan Van Hooydonck, s'étant échappé d'un groupe de cinq à 700 mètres de l'arrivée . Le 4 mars, sur les Strade Bianche, il se présente en leader et termine troisième. Il reconnaît la domination du vainqueur Tom Pidcock mais estime qu'il aurait pu faire mieux si la stratégie d'équipe avait été plus claire avec son coéquipier Attila Valter. En avril, il termine septième de la Flèche wallonne et de Liège-Bastogne-Liège. Durant l'été, il est quatrième du championnat de Belgique, puis participe au Tour de France, où il prend part à plusieurs échappées sans décrocher de succès. Après le Tour, il se classe dans le top 10 de la Classique de Saint-Sébastien,  du championnat du monde sur route et de la Bretagne Classic.
Lors de la saison 2024, il brille surtout sur les classiques. Il réalise une campagne printanière solide, terminant successivement quatrième d'À travers les Flandres, quinzième du Tour des Flandres, troisième de l'Amstel Gold Race, neuvième de la Flèche wallonne et douzième de Liège-Bastogne-Liège. Il prend part par la suite au Tour de France et Jeux olympiques de Paris, mais sans obtenir de résultats individuels. En septembre, il est quatrième du Grand Prix cycliste de Québec et septième du Grand Prix cycliste de Montréal.

## Style
Tiesj Benoot est un coureur complet et coéquipier exemplaire, capable de jouer la victoire sur presque tous les terrains. Depuis le début de sa carrière, il a brillé sur des classiques flandriennes (le Tour des Flandres, le Grand Prix E3), des classiques ardennaises (l'Amstel Gold Race, Liège-Bastogne-Liège, la Flèche Brabançonne), et sur de nombreuses autres classiques du calendrier World Tour (les Strade Bianche, la Bretagne Classic, la Clasica San Sebastian). Il s'illustre également lors de courses d'une semaine, telles que Paris-Nice, Tirreno-Adriatico, le BinckBank Tour ou le Tour de Suisse. Il est capable d'y jouer le classement général et d'y remporter des étapes. 
En revanche, Benoot est moins à l'aise lorsqu'il s'agit d'arrivées au sprint, y compris en duo ou en petit groupe. Il a d'ailleurs remporté l'ensemble de ses victoires professionnelles en solitaire.
Il est également moins performant sur les grands tours, du fait de ses difficultés en très haute montagne, bien que restant un très honnête grimpeur, et de sa faiblesse en épreuve contre-la-montre. Il n'a jamais remporté d'étape sur un grand tour, ni obtenu une place d'honneur au classement général.

## Palmarès sur route

### Palmarès amateur
| - 2011 - 2e du Tour Nivernais Morvan juniors - 2e du championnat de Flandre-Orientale du contre-la-montre juniors - 2012 - 2e étape du Tour de Haute-Autriche juniors - 1re étape du Keizer der Juniores - 2e du Tour de Haute-Autriche juniors - 3e du Trophée Centre Morbihan - 3e du championnat de Belgique du contre-la-montre juniors - 2013 - 2e étape du Tour de la communauté de Madrid espoirs - 4e étape du Tour de Palencia - Classement général du Tour de Moselle - 2e du Tour de Palencia - 3e de la Flèche de Liedekerke - 3e du Mémorial Gilbert Letêcheur | - 2014 - 2e du Triptyque des Monts et Châteaux - 3e du Tour des Flandres espoirs - 3e de la Ronde de l'Isard d'Ariège - 4e du championnat du monde sur route espoirs - 6e du championnat d'Europe sur route espoirs |  |

### Palmarès professionnel
| - 2015 - 2e du Tour de Belgique - 3e de la Handzame Classic - 5e du Tour des Flandres - 5e du Grand Prix cycliste de Montréal - 8e de l'Eneco Tour - 2016 - 3e du Trofeo Serra de Tramontana - 3e du Circuit Het Nieuwsblad - 5e du Tour de Pologne - 7e du Grand Prix E3 - 2017 - 3e du Trofeo Andratx-Mirador des Colomer - 3e de la Flèche brabançonne - 7e d'À travers les Flandres - 8e des Strade Bianche - 9e de la Classique de Saint-Sébastien - 2018 - Strade Bianche - 3e de la Flèche brabançonne - 4e de Tirreno-Adriatico - 5e du Grand Prix E3 - 7e d'À travers les Flandres - 8e du Tour des Flandres - 2019 - 1re étape du Tour du Danemark - 2e de la Bretagne Classic - 4e du Tour de Suisse - 5e des Strade Bianche - 5e d'À travers les Flandres - 9e du Tour des Flandres | - 2020 - 6e étape de Paris-Nice - 2e de Paris-Nice - 8e de Liège-Bastogne-Liège - 10e du Tour des Flandres - 2021 - 5e de Paris-Nice - 7e de Liège-Bastogne-Liège - 8e du Benelux Tour - 2022 - 2e d'À travers les Flandres - 3e de l'Amstel Gold Race - 3e de la Classique de Saint-Sébastien - 9e de l'E3 Saxo Bank Classic - 2023 - Kuurne-Bruxelles-Kuurne - 3e des Strade Bianche - 7e de la Flèche wallonne - 7e de Liège-Bastogne-Liège - 7e de la Bretagne Classic - 9e du championnat du monde sur route - 10e de la Classique de Saint-Sébastien - 2024 - 3e de l'Amstel Gold Race - 4e d'À travers les Flandres - 4e du Grand Prix cycliste de Québec - 7e du Grand Prix cycliste de Montréal - 9e de la Flèche wallonne - 2025 - 3e d'À travers les Flandres - 4e de la Classique de Saint-Sébastien - 6e du Tour des Flandres - 8e de l'Amstel Gold Race |  |

### Résultats sur les grands tours

#### Tour de France
9 participations
- 2017 : 20e
- 2018 : non-partant (5e étape)
- 2019 : 59e
- 2020 : 75e
- 2021 : abandon (11e étape)
- 2022 : 36e
- 2023 : 24e
- 2024 : 49e
- 2025 : 54e

#### Tour d'Espagne
1 participation
- 2018 : 95e

### Résultats sur les classiques
Ce tableau présente les résultats de Tiesj Benoot sur courses d'un jour de l'UCI World Tour auxquelles il a participé, ainsi qu'aux différentes compétitions internationales.
| Légende | Légende | Légende | Légende     | Légende | Légende              | Légende | Légende       | Légende | Légende     |
| ------- | ------- | ------- | ----------- | ------- | -------------------- | ------- | ------------- | ------- | ----------- |
| AB      | Abandon | HD      | Hors-délais | -       | Pas de participation | ×       | Pas d'épreuve | NP      | Non-partant |

| Année | Circuit Het Nieuwsblad | Strade Bianche | Milan-San Remo | Grand Prix E3 | Gand-Wevelgem | À travers les Flandres | Tour des Flandres | Paris-Roubaix | Amstel Gold Race | Flèche wallonne | Liège- Bastogne-Liège | Classique de Saint-Sébastien | EuroEyes Cyclassics | Bretagne Classic | Grand Prix de Québec | Grand Prix de Montréal | Tour de Lombardie | Championnat d'Europe | Championnat du monde |
| ----- | ---------------------- | -------------- | -------------- | ------------- | ------------- | ---------------------- | ----------------- | ------------- | ---------------- | --------------- | --------------------- | ---------------------------- | ------------------- | ---------------- | -------------------- | ---------------------- | ----------------- | -------------------- | -------------------- |
| 2015  | 36e                    | -              | -              | 18e           | -             | 6e                     | 5e                | 100e          | -                | -               | -                     | 19e                          | 46e                 | 22e              | Ab.                  | 5e                     | Ab.               | -                    | 80e                  |
| 2016  | 3e                     | 8e             | -              | 7e            | 15e           | 39e                    | Ab.               | 114e          | Ab.              | -               | -                     | Ab.                          | -                   | 27e              | 18e                  | 13e                    | -                 | 42e                  | -                    |
| 2017  | Ab.                    | 8e             | 133e           | 14e           | -             | 7e                     | Ab.               | -             | 15e              | -               | -                     | 9e                           | -                   | -                | 12e                  | 15e                    | 57e               | -                    | 95e                  |
| 2018  | 59e                    | Vainqueur      | -              | 5e            | -             | 7e                     | 8e                | -             | Ab.              | 52e             | 23e                   | -                            | 19e                 | -                | -                    | -                      | 25e               | -                    | Ab.                  |
| 2019  | Ab.                    | 5e             | -              | 16e           | 13e           | 5e                     | 9e                | Ab.           | -                | -               | -                     | Ab.                          | -                   | 2e               | -                    | -                      | 24e               | -                    | -                    |
| 2020  | 14e                    | Ab.            | 20e            | ×             | -             | ×                      | 10e               | ×             | ×                | -               | 8e                    | ×                            | ×                   | -                | ×                    | ×                      | -                 | -                    | 30e                  |
| 2021  | 29e                    | -              | -              | 15e           | -             | 23e                    | 12e               | -             | 15e              | -               | 7e                    | -                            | ×                   | -                | ×                    | ×                      | 29e               | -                    | 31e                  |
| 2022  | 66e                    | Ab.            | -              | 9e            | 34e           | 2e                     | 13e               | -             | 3e               | 11e             | NP                    | 3e                           | -                   | -                | -                    | -                      | -                 | -                    | -                    |
| 2023  | 15e                    | 3e             | -              | Ab.           | -             | 26e                    | 13e               | -             | 15e              | 7e              | 7e                    | 10e                          | -                   | 7e               | 46e                  | 11e                    | 63e               | -                    | 9e                   |
| 2024  | 35e                    | -              | -              | Ab.           | 40e           | 4e                     | 15e               | -             | 3e               | 9e              | 12e                   | -                            | -                   | 17e              | 4e                   | 7e                     |                   | -                    |                      |

### Classements mondiaux
| Année                                 | 2013 | 2014 | 2015 | 2016 | 2017 | 2018 | 2019 | 2020 | 2021 | 2022 | 2023 | 2024 |
| ------------------------------------- | ---- | ---- | ---- | ---- | ---- | ---- | ---- | ---- | ---- | ---- | ---- | ---- |
| UCI World Tour                        |      |      | 47e  | 75e  | 76e  | 33e  |      |      |      |      |      |      |
| Classement mondial                    |      |      |      | 61e  | 51e  | 35e  | 30e  | 49e  | 74e  | 54e  | 32e  | 65e  |
| UCI Europe Tour                       | 478e | 43e  |      | 41e  | 33e  | 133e | 23e  | 39e  | 62e  | 45e  | 29e  | 49e  |
| UCI America Tour                      | nc   | nc   |      | nc   | nc   | 122e |      |      |      |      |      |      |
|                                       |      |      |      |      |      |      |      |      |      |      |      |      |
| Légende : nc = non classéSource : UCI |      |      |      |      |      |      |      |      |      |      |      |      |

## Palmarès sur piste

### Championnats nationaux
- 2010
  - 3e du championnat de Belgique de poursuite par équipes débutants
  - 3e du championnat de Belgique de vitesse par équipes débutants
- 2011
  - 3e du championnat de Belgique de poursuite par équipes juniors
- 2013
  -  Champion de Belgique de poursuite par équipes (avec Otto Vergaerde, Aimé De Gendt et Jonas Rickaert)

## Distinctions
- Espoir de l'année en Belgique : 2015
- Vélo de cristal du meilleur équipier en 2022